# Вишев, Игорь Владимирович
И́горь Влади́мирович Ви́шев (5 мая 1933, Вольск — 6 июня 2024) — советский и российский философ. Доктор философских наук, профессор кафедры философии Исторического факультета Южно-Уральского государственного университета (Челябинск), действительный член Академии гуманитарных наук, специалист по философской антропологии и религиоведению.

## Биография
В 1947 году в результате несчастного случая (сильный химический ожог лица и глаз металлическим натрием) полностью потерял зрение. В 1958 году окончил философский факультет МГУ имени М. В. Ломоносова, был направлен по государственному распределению в Челябинский политехнический институт. Работал ассистентом, старшим преподавателем (1964), доцентом (1968), профессор кафедры философии (1989). В 1964 году защитил кандидатскую диссертацию «Социально-нравственный смысл десяти библейских заповедей», в 1990 году по совокупности научных работ — докторскую в форме научного доклада «Проблема смерти и бессмертия человека: становление, эволюция, перспективы решения».

### Личная жизнь
Был дважды женат, отец двоих детей, трое внуков, любил кататься на лыжах и коньках, плавать, играть в шахматы и во многие другие игры, разгадывать кроссворды, садовод, автомобиль водит сын, работал с компьютером.
Активно поддерживал крионику. Первая жена Игоря Владимировича Ольга Александровна после смерти в 2011 году была крионирована в российской научно-исследовательской компании «КриоРус».
Игорь Владимирович ушёл из жизни 6 июня 2024 года, 7 июня его мозг был крионирован в криокомпании «КриоРус».

## Научная деятельность
Главный научный интерес — разработка концепции практического бессмертия человека, основной идеей которой является необходимость и возможность достижения биологической и социальной обусловленности не ограниченного никаким видовым пределом индивидуального бытия при непременном условии сохранения оптимальных параметров телесной и духовной жизнедеятельности, то есть решение триединой задачи укрепления здоровья человека, сохранения его молодости и достижения практического бессмертия.
Проследил эволюцию смертнического материализма, признающего неизбежность смерти, в материализм бессмертнический, обосновывающий достижимость реального личного бессмертия, и перспективу перехода от смертнической модели прогресса, исходящей из обязательности смены поколений, к его бессмертнической модели, которая предполагает устранение механизма смены поколений как необходимого фактора био- и социогенеза и вместе с тем продолжение приращения численности человечества. Ввёл в научный обиход понятия «иммортология» (наука о бессмертии) и «гомо имморталис» (человек бессмертный). Опубликовал более 200 научных и методических работ, в том числе 12 книг и 5 публикаций на иностранных языках. Принимал участие в работе 9 Международного конгресса геронтологов (Киев, 1972) и XIX Всемирного философского конгресса (Москва, 1993).

## Основные сочинения
- Радикальное продление жизни людей. — Свердловск, 1988.
- Проблема личного бессмертия. — Новосибирск, 1990.
- Бессмертие человека. Реально ли оно? — Минск, 1990.
- Проблемы иммортологии: Книга 1:Проблема индивидуального бессмертия в истории русской философской мысли XIX—XX столетий. — Челябинск, 1993.
- Гомо Имморталис — Человек Бессмертный. — Челябинск, 1999.
- Проблема бессмертия человека в русской философии: персоналии и идеи: Учебное пособие. В 2 частях. — Челябинск, 1999, 2000.
- На пути к практическому бессмертию — М., 2002.